# 天野義裕
天野 義裕（あまの よしひろ、1942年10月16日 - ）は、日本の短距離走選手である。

## 経歴
愛知県岡崎市出身。父親は教員。母方の祖父は岡崎市長を務めた小瀧喜七郎。
岡崎市立南中学校、愛知県立岡崎高等学校を経て東京教育大学に進学。大学4年生のとき、1964年東京オリンピックで男子1600メートルリレー走に第三走者として出場した。のちに愛知教育大学教育学部教授となった。
1968年第52回日本選手権400mにて記録48秒2で優勝。